# ManiFiesta
 (mars 2012).
ManiFiesta est un festival et une manifestation organisée tous les ans par Médecine pour le peuple et le Solidaire, magazine bimestriel du Parti du travail de Belgique. Elle est décrite comme la « fête de la solidarité » par ses organisateurs,.
Des dizaines d'organisations participent à l'organisation d'activités et de rassemblements. Parmi elles, des mutualités et syndicats sont présents.
La manifestation annuelle se déroule le 3e ou 4e week-end de septembre. La première édition a eu lieu le 25 septembre 2010 à Bredene-sur-mer (Côte belge) dans le centre Staf Versluys. En 2022, sa 12e édition aura lieu les 17 et 18 septembre à Ostende.
Les organisateurs veulent faire de cette fête le pendant belge de la Fête de l’Humanité en France ou de la Festa do Avante! au Portugal.

## Description de l'événement

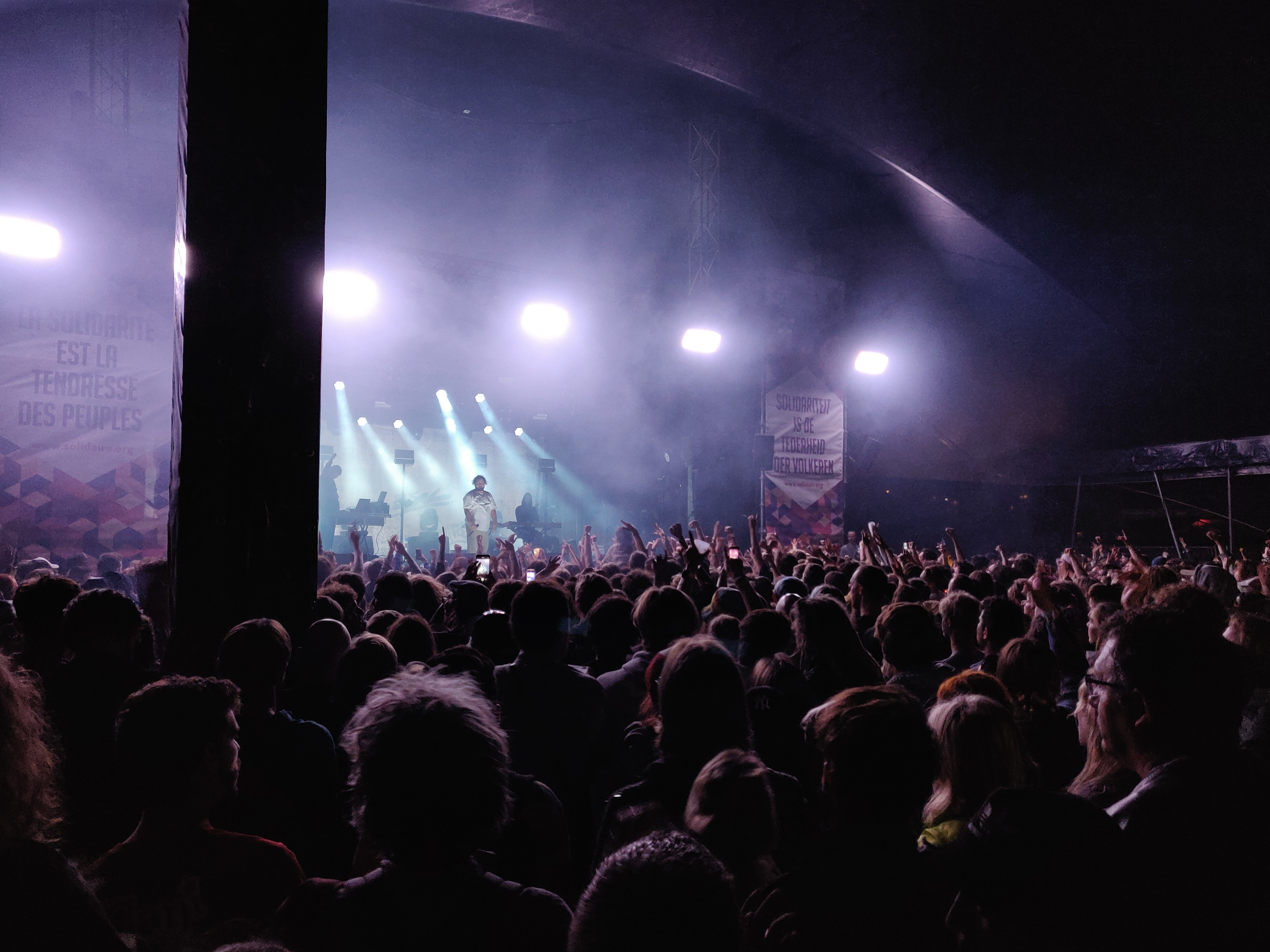
11 septembre 2021, concert de Zwangere Guy, Main stage.

La première édition de ManiFiesta a été victime d’une tempête, remplissant le terrain d’eau et annulant une bonne partie du programme.
L'événement rassemble 7 500 personnes en 2011. La fête avait déjà commencé le vendredi 23 septembre au soir, avec la « Friday night kick off ».
En 2012, ManiFiesta a rassemblé 8 000 personnes le vendredi 21 et le samedi 22 septembre.
Lors de chaque édition y est décerné le « prix solidaire » par l’hebdomadaire du PTB, Solidaire. Il a été décerné, en 2010, à quatre membres belges de la flottille pour Gaza et en 2011, à la plateforme Pas en notre nom/Niet in onze naam, pour ses initiatives comme la Révolution des frites et la soirée « La solidarité grandit une culture » au KVS (Théâtre royal flamand), contre la scission du pays et le nationalisme. En 2012, le lauréat a été la famille Jonckheere qui, décimée par l’amiante, s’est battue pour faire condamner le responsable : la multinationale Eternit.

## Critiques
Lors de l'édition 2015 de Manifiesta, La Ligue Belge contre l'Antisémitisme (LBCA) déplore la venue du rappeur Médine à l'événement, considéré comme antisémite par la LBCA.

Le 14 août 2015, Rik Vermeersh, directeur de Manifiesta répond à la polémique dans le Solidaire :  

« ManiFiesta est un lieu de résistance et d’expression pour tous ceux qui aspirent à un monde plus social et plus solidaire, dans toute sa diversité et dans toutes ses formes. À ce titre, ManiFiesta a l’honneur d’avoir à son programme toute une série d’intellectuels engagés, d’acteurs sociaux et syndicaux (Monique et Michel Pinçon-Charlot, Owen Jones, Vandana Shiva, John Bellamy Foster…) ainsi que des artistes (Goran Bregovic, Abdel en vrai, William Duncker…) qui, d’une manière ou d’une autre, s’engagent pour un monde meilleur, plus juste et plus solidaire. ManiFiesta offre un espace de débat et d’écoute de différentes opinions. La variété de son programme correspond à la diversité des engagements qui existent dans la société. Le chanteur Médine est un de ces artistes qui expriment des combats qui nous sont chers, notamment la lutte contre le racisme, un attachement à la justice sociale, la lutte contre les communautarismes qui divisent la société… Le rappeur engagé a toute sa place à ManiFiesta.» 
La LBCA réitère sa critique en 2017 à la suite de l'annonce d'une nouvelle participation Médine à Manifiesta, ainsi que de la présence de Richard Falk, qui fût rapporteur spécial des Nations-Unies dans les territoires palestiniens occupés depuis 1967.
En 2022, la Gazet van Antwerpen déplore la participation d'un propagandiste du régime chinois, d'un anti-impérialiste allemand et d'un opposant à l'Ukraine dans le cadre du conflit qui l’oppose à la Russie.